# 内鲜一体
內鮮一體（日语：〔〕／ Naisen ittai */?；：／ Naeseon ilche */?）是朝鮮日治時期促成朝鮮同大日本帝國內地無差別一體化的口號。
此國策由第8代朝鮮總督南次郎主要提倡，旨在將朝鮮民族同化成忠良皇民，爲朝鮮統治五大政綱定基，和鮮滿一如對應。

## 概要
1920年（大正9年），大韓帝国末代皇太子李垠與日本皇族梨本宮家方子女王成婚，內鮮一體、日鮮融和的口號初次出現。1931年（昭和6年）九一八事變爆發後，宇垣一成總督爲同化朝鮮而提倡內鮮融和。
1936年（昭和11年）就任的第8代朝鮮總督南次郎更進一步，大力提倡內鮮一體，在國民精神總動員朝鮮聯盟役員總會席提出「內鮮一體的究極形態是内鮮平等無差別」。
據此，日本加強了朝鮮「大陸兵站基地」、朝鮮人戰爭協力的定位及皇民化。日本繼續推行日語教育，并試圖消除朝鮮語。1938年（昭和13年）頒佈的第三次《朝鮮教育令》以內鮮一體精神爲原則，「一視同仁」，消除朝鮮語母語者因不常用國語（日語）而產生的區別。此外還創設了陸軍特別志願兵制度，開始採用朝鮮籍日本兵。
1940年（昭和15年），延續《映畫法》的《朝鮮映畫令》將朝鮮電影歸於朝鮮總督府統制之下。實踐中產生了「取得內鮮一體之實」等用語。
1939年（昭和14年），《現代日本》雜誌認爲「少数民族」不合時代，刊載了御手洗辰雄的《內鮮一體論》，稱「內鮮一體是東亞自然環境制約的結果」。
戰爭擴大後，朝鲜作为「帝國大陸政策前衛兵站基地」，實行內鮮一體變得必要；「爲實現『八紘一宇』之大理想，國民應自省自肅，滅私奉公」，基于实际需要與政治名分，「以國民精神總動員，使民眾成爲優良皇國臣民，發展產業經濟、交通、文化，提昇朝鮮人質素至內地人水準，取得內鮮一體之實，進而確立大東亞共榮圈」成为了新方针。

### 引用
1. ↑  . 中央日報.[]
2. ↑  .   [2020-11-16]. （原始内容存档于2019-05-18）.
3. ↑  김태완. . 月刊朝鮮. 2017-09  [2018-04-08]. （原始内容存档于2018-09-16）.
4. ↑  林 2015，pp.192-198
5. ↑   (PDF).   [2013-02-24]. （原始内容存档 (PDF)于2014-01-13） （日语）.
6. ↑  . 朝鮮金融組合聯合会. 1941  [2020-11-16]. （原始内容存档于2015-04-02）.

### 來源
- 朝日新聞社 (编).  .  . 朝日新聞社. 1945.
- 姜昌基.  . 国民評論社. 1939.
- 林琪禎.  . 臺大出版中心. 2015.

## 外部連結
- .   [2020-11-16]. （原始内容存档于2018-05-18）.